# Pseudopanthera invenustaria
Pseudopanthera invenustaria là một loài bướm đêm trong họ Geometridae.